# Lysiane Rakotoson
 (septembre 2018).
Lysiane Rakotoson, née le 28 février 1987 à Issy-les-Moulineaux, est une poétesse française, lauréate du Prix de la vocation en poésie 2010. Elle vit et enseigne en région parisienne.

## Biographie
Après des études de lettres à Paris, Lysiane Rakotoson entame une réflexion sur la figure du poète dans l’œuvre poétique de Loránd Gáspár. Parallèlement, elle obtient l’agrégation de lettres modernes[réf. nécessaire].
Elle a obtenu en 2010 le prix de poésie de la Vocation de la fondation Marcel Bleustein Blanchet[réf. nécessaire]. Son premier recueil, Une Neige et des Baisers exacts, est paru aux éditions Cheyne la même année. 
Ce premier recueil est sélectionné pour le prix de poésie des collégiens en Val-de-Marne en 2012 et le projet « Voix d'aujourd'hui » à Rennes, projet qui propose aux élèves des lycées de travailler sur des recueils de poésie contemporaine.
En 2012 et 2018, elle participe au Festival des Lectures sous l'arbre au Chambon-sur-Lignon où elle participe à des lectures publiques.
En 2014, elle participe au film réalisé par Xavier Gayan, Les poètes sont encore vivants,.
Lysiane Rakotoson s'intéresse particulièrement aux rapports entre le texte écrit et l'oralité ainsi qu'à la question de la transmission de la poésie. C'est ainsi qu'elle collaborera à la deuxième saison du projet de poésie sonore Appelle-moi poésie en 2015. 
Elle est membre du jury du Prix de la vocation en poésie depuis 2016.

## Œuvres
- Une neige et des baisers exacts, Cheyne, 2010.
- Dans l'enclos des hanches, Cheyne, 2018.

## Filmographie
- 2016 : Les Poètes sont encore vivants de Xavier Gayant[11]